# William Chirchir
Pour les articles homonymes, voir Kipkorir.
William Kipkorir Chirchir  (né le 6 février 1979 à Bomet) est un athlète kényan, spécialiste des courses de demi-fond.

## Biographie
Révélé en 1998 à Annecy en devenant champion du monde junior du 800 mètres, il se classe quatrième du 1 500 mètres lors des championnats du monde 2001 d'Edmonton.
En 2002, il remporte la médaille d'argent du 1 500 m durant les Jeux du Commonwealth de Manchester.
Il a détenu le record du monde junior du 1 500 m avec le temps de 3 min 33 s 24.

### Palmarès
| Date | Compétition                   | Lieu       | Résultat | Épreuve | Performance   |
| ---- | ----------------------------- | ---------- | -------- | ------- | ------------- |
| 1998 | Championnats du monde juniors | Annecy     | 1er      | 800 m   | 1 min 47 s 23 |
| 2001 | Championnats du monde         | Edmonton   | 4e       | 1 500 m | 3 min 31 s 91 |
| 2001 | Finale du Grand Prix          | Melbourne  | 3e       | 1 500 m | 3 min 34 s 06 |
| 2002 | Jeux du Commonwealth          | Manchester | 2e       | 1 500 m | 3 min 37 s 70 |

### Records
| Épreuve | Performance   | Lieu      | Date             |
| ------- | ------------- | --------- | ---------------- |
| 800 m   | 1 min 43 s 33 | Bruxelles | 3 septembre 1999 |
| 1 500 m | 3 min 29 s 29 | Bruxelles | 24 août 2001     |